# Anthanassa alceta
Anthanassa alceta är en fjärilsart som beskrevs av William Chapman Hewitson 1869. Anthanassa alceta ingår i släktet Anthanassa och familjen praktfjärilar. Inga underarter finns listade i Catalogue of Life.